# 班布爾善
班布爾善（1617年—1669年），也有譯為“巴穆布爾善”，滿洲愛新覺羅氏，為人足智多謀。清太祖努爾哈赤第六子慤厚輔國公塔拜第四子。
崇德四年（1639年），襲三等奉國將軍。順治元年（1644年），以功晉封為二等奉國將軍。順治四年（1647年），晉封為一等奉國將軍。順治六年（1649年），晉封為三等鎮國將軍。順治八年（1651年），再晉封為輔國公。
康熙六年（1667年），班布爾善在輔政大臣索尼死後，以領侍衛內大臣拜秘書院大學士，諂事鰲拜，與他結黨營私，凡事即私下定議，然後施行。康熙八年（1669年），清聖祖以鰲拜結黨專擅，不思悛改，下詔數其罪行，命議政王等將鰲拜逮捕治罪。班布爾善亦受牽連，議政王大臣等劾奏班布爾善二十一條大罪，因定罪以絞刑處死，子孫皆被廢黜宗室資格。

## 延伸阅读
[在维基数据编辑]
 《清史稿·卷249》，出自趙爾巽《清史稿》